# Самоподрібнення
Самоподрібнення (рос. самоизмельчение, англ. selfgrinding,  selfmilling; autogenous grinding нім. autogene Zerkleinerung, Autogenmahlung) — процес подрібнення руд без застосування спеціальних подрібнювальних тіл (куль, стержнів тощо).
Сутність процесу самоподрібнення полягає у тому, що великі грудки руди у млині, подрібнюючись самі, у той же час подрібнюють більш дрібні грудки. Крупні гудки при цьому виконують роль подрібнювального середовища (куль або стержнів), а дрібні грудки – матеріалу, що подрібнюється.

## Історія

Див. також Історія розвитку техніки і технології процесу самоподрібнення руд
Перші пром. випробування процесу С. проведені в 1907 на руднику поблизу Йоханнесбурґу в ПАР, де як подрібнювальне середовище в барабанному млині використовувалися великі шматки золотовмісної кварцової руди. С. почало впроваджуватися в схеми рудопідготовки в 1950-62 рр. і набуло поширення в США, Канаді, Швеції, Австралії, Норвегії, ПАР, ФРН, Фінляндії, Туреччині та інш. країнах.
У період 1960—1970 рр. у промислово розвитутих капіталістичних країнах були введені в дію великі фабрики, обладнані млинами самоподрібнення.
У Радянському Союзі промислові млини самоподрібнення почали серійно випускатися з 1967 року і на кінець XX ст. в експлуатації знаходилося близько 200 млинів типу МБ-70Х23, ММС-70Х23 і ММС-90Х30А. У чорній металургії працюють три великі збагачувальні фабрики, які обладнані млинами самоподрібнення на Інгулецькому, Лебединському і Північному гірничо-збагачувальних комбінатах.
За станом на 2010 рік в зарубіжній гірничій промисловості знаходилось в експлуатації близько 160 великих млинів повного чи часткового самоподрібнення, у тому числі 65 з них працювали в залізорудній промисловості, 28 — у мідній, а інші — при збагаченні руди рідкісних і благородних металів.
Збагачувальні фабрики з первинним мокрим самоподрібненням

### В Україні
У 1966—1967 рр. на НКГЗК (Новокриворізький гірничо-збагачувальний комбінат) були проведені випробування дослідно-промислового млина мокрого самоподрібнення МБ-70-22. З урахуванням результатів цих випробувань була розроблена технічна документація і розпочато виробництво вітчизняних млинів МБ-70-23 з об'ємом барабана 80 м3. У січні 1969 р. два такі млини почали експлуатуватися на першій, найбільшій у чорній металургії фабриці мокрого самоподрібнення руд — РЗФ-2 ІнГЗК в Кривому Розі. До кінця 1969 р. на цій фабриці було встановлено вже 10 таких млинів, а в грудні 1970 р. була здана в експлуатацію РЗФ-2 ІнГЗК, обладнана 16 млинами мокрого самоподрібнення МБ-70-23 і такою ж кількістю млинів рудного подрібнення МРГ-45-75. Зі збільшенням обсягу видобутку руди на ІнГЗК збагачувальна фабрика продовжувала розширюватися і подальша її черга (РЗФ-3) була також обладнана модернізованими млинами ММС-70-23.
Паралельно з широким впровадженням у гірничорудну промисловість се¬рійних млинів ММС-70-23 Механобрчормет спільно з партнерами розробляв більш габаритний млин самоподрібнення більшої одиничної потужності з об'ємом барабана 160 м3. Перший дослідний зразок такого млина з розміром барабана 9 х 3 м (МБ-90-30) був випробуваний на дослідній фабриці ІнГЗК в 1973-1975 рр. З урахуванням результатів цих випробувань була виготовлена дослідно-промислова партія найбільших вітчизняних млинів мокрого самоподрібнення ММС-90-30 з потужністю приводу 4000 кВт.

## Загальний опис
Поступове скорочення запасів багатих руд, що не вимагають складних схем додаткового збагачення, і збільшення в зв'язку зі зростанням потреб промисловості частки в переробці бідних руд, що потребують більш тонкого подрібнення, призвели до необхідності дослідження та розробок подрібнювального обладнання різних типів. До недавнього часу як основний подрібнювальний агрегат використовувався кульовий млин. Істотним недоліком його є те, що внаслідок зносу помельних куль і футеровок продукт забруднюється, якість погіршується. У апаратах самоподрібнення (млинах, відцентрових дезінтеграторах) помельні тіла відсутні, тому вони не мають недоліків, властивих кульовим і стержневим млинам.
Для реалізації переваг млинів самоподрібнення потрібно було вирішити ряд науково–технічних завдань щодо вдосконалення окремих вузлів. Перші моделі млинів мали ряд конструктивних недоліків, які призводили до поломок редукторів, муфт, підшипників, барабанів, футеровок та інших вузлів. Робота з усунення цих поломок вимагала аналізу надійності, створення методів розрахунку, застосування якісних конструкційних матеріалів, удосконалення методів виготовлення і т. інш.
Одним з найважливіших вузлів є привод, який визначає працездатність і надійність агрегата в цілому. Приводи млинів відрізняються великою різноманітністю. Головною тенденцією їх розвитку був перехід від приводів, що мали високообертні двигуни і складні редуктори, до безредукторних, із застосуванням тихохідних приводів. Редуктор був причиною багатьох поломок, інтенсивно зношувався, забруднюючи робоче місце оливою і створюючи шум, що перевищує припустимий рівень. Відмова від громіздких і недостатньо надійних редукторів в приводах млинів самоподрібнення підвищив їх надійність, зменшив металоємність. При використанні млинів з тихохідними двигунами потрібні значно менші виробничі площі для їх розміщення, отже, і менші капітальні витрати.
Важливим вузлом є також барабан млина, що являє собою складну конструкцію, що поєднує конічні і циліндричні обичайки, пластини з різними умовами закріплення контуру та навантажування, посиленими ребрами з різним розташуванням. Футеровка внутрішньої поверхні барабана не тільки запобігає її  зносу, але і значною мірою визначає характер руху завантаження млинів. На ступінь подрібнення руди в млині впливають конструктивні особливості вузла її розвантаження. Через недосконалість конструкції розвантажувальної частини барабана (ґраток, розвантажувальних елеваторів і конусів) виникає внутрішньомлинова циркуляція, що знижує ефективність роботи млина. 
При розробці конструкцій млинів самоподрібнення виникають складні завдання, для вирішення яких необхідно залучати сучасний математичний апарат, розрахунки на міцність і довговічність, методи вибору потужності і характеристик електричних приводів.
Розрізняють такі процеси самоподрібнення:
- — рудне самоподрібнення, при якому дроблена руда крупністю до 300—500 мм після однієї стадії дроблення (або безпосередньо з рудника) надходить у млини самоподрібнення. Млини самоподрібнення характеризуються великим діаметром (D ≤ 12 м) і невеликою довжиною (D: L = 3 : 1);
- — рудне напівсамоподрібнення, яке відрізняється від рудного самоподрібнення тим, що у млин додають 5 — 10 % куль великого діаметра (100—125 мм). Кулі додають при недостачі великих у дробимій руді, а також для підвищення продуктивності млина;
- — рудногалькове подрібнення, при якому руда крупністю 6 — 0 мм або дрібніше, яка отримана у результаті рудного самоподрібнення, напівсамоподрібнення або подрібнення у стержневому млині подрібнюється у рудногалькових млинах. Рудна галька (крупністю 100 — 40 мм; 75 — 30 мм) відбирається після другої стадії дроблення або виділяється при рудному самоподрібненні і використовується як подрібнююче середовище.

У порівнянні з подрібненням у стержневих і кульових млинах самоподрібнення характеризується такими перевагами:
- — виключаються стадії середнього і дрібного дроблення;
- — економія подрібнюючих тіл (не застосовуються кулі і стержні);
- — відсутнє забруднення подрібненого матеріалу металом;
- — поліпшення технологічних показників подальшого збагачення внаслідок кращого розкриття і меншого шламоутворення;
- — при переробці золотовмісних руд з наступним ціануванням виклю-чаються втрати золота з залізним скрапом і крихтою, знижується витрата ціаніду і поліпшуються умови праці на кварцових і силікозонебезпечних рудах;
- — при флотації молібденових руд використання млинів самоподрібнення покращує показники збагачення, що пов'язано з меншим «назалізненням» лусочок молібденіту. З цієї причини рудногалькові млини можуть виявитися вигіднішими в циклі розділення колективних поліметалічних концентратів.

До недоліків самоподрібнення слід віднести: меншу питому продуктивність, вищі витрати енергії (у 1,3-1,4 рази), великі витрати на футеровку. Процес самоподрібнення не універсальний — він не застосовний для м'яких, а також дуже твердих руд, вимагає регулювання ґранулометричного складу руди. Крім того, при рудногальковому самоподрібненні необхідно виділяти подрібнююче середовище, що ускладнює схему дроблення і транспортно-складське господарство цеху.
Найбільше застосування С. знаходить при переробці алмазо- і золотовмісних, залізних, вольфрамових, молібденових, рідкіснометалічних, поліметалічних руд, гірничохімічної сировини.

### Класифікація різновидів самоподрібнення

Первинну класифікацію окремих різновидів процесу самоподрібнення проводять за відносною швидкістю руху помельних тіл або характером навантаження частинок подрібнювального матеріалу.
За цими ознаками самоподрібнення підрозділяється на дві великі підгрупи: самоподрібнення в тихохідних барабанних млинах при механічному прискоренні частинок при низьких швидкостях впливу (v < 20 м/с) і високошвидкісне самоподрібнення в тихохідних і пароструминних млинах з прискоренням частинок стисненою парою або газом до швидкості більше 100 м/с. У гірничодобувній промисловості переважно поширені тихохідні барабанні млини. Тому різновидам цієї підгрупи надається велике значення.
При розробці більш детальної класифікації низькошвидкісного самоподрібнення в тихохідних млинах в якості класифікуючих критеріїв було вико¬ристано ознаки: крупність і гранулометричний склад вихідного матеріалу млинів і готового продукту, співвідношення діаметра і довжини, інші конструктивні особливості, а також галузь застосування млинів самоподрібнення. За цими ознаками виділені наступні основні різновиди процесу самоподрібнення: первинне рудне самоподрібнення — мокре (у млинах мокрого самоподрібнення типу «Каскад») і сухе (у млинах сухого самоподрібнення типу «Аерофол»); первинне рудногалечне самоподрібнення — I стадія; вторинне рудногалечне самоподрібнення — II і III стадії.

## Регулювання гранулометричного складу руди
При несприятливому гранулометричному складі руди, що надходить у млин рудного самоподрібнення, в ній накопичуються грудки критичної крупності, при великій кількості яких продуктивність млина знижується. Для регулювання гранулометричного складу руди застосовується кілька способів.
Перший спосіб. Дроблену до 200—350 мм руду розділяють на два-три класи, які складують в окремих бункерах. Перед самоподрібненням її шихтують у співвідношенні, яке відповідає «середній» руді, що дозволяє зменшити коливання в гранулометричному складі живлення млинів, але гранулометричний склад при цьому не змінюється. Тому цей спосіб застосовується при «сприятливому» гранулометричному складі руди, при «несприятливому» — виділені два-три класи шихтують в оптимальному співвідношенні, а надлишкову руду направляють на середнє або дрібне дроблення.
Другий спосіб. Виведені з циклу самоподрібнення грудки критичної крупності після додроблення подрібнюють в окремому кульовому млині.
Третій спосіб. Для виділення грудок критичної крупності в решітках млина роблять кілька вікон розміром, який дорівнює максимальному розміру грудок, які підлягають видаленню. Зі зливу млина зерна критичної крупності видаляють на грохоті з розміром отворів сита, який дорівнює їхньому мінімальному розміру. Грудки критичної крупності, які видаляють з млина, можуть бути використані як подрібнююче середовище при рудногальковому самоподрібненні або після додроблення повернуті в млин.
Четвертий спосіб. У млин рудного самоподрібнення додають сталеві кулі діаметром 125—150 мм у кількості 5 — 10 % від об'єму. Кулі виготовляють з якісної сталі, щоб уникнути їхнього розколювання при роботі млина і зменшення їхнього зносу.
Найбільш ефективними є другий, третій і четвертий способи, які дозволяють змінювати гранулометричний склад корисної копалини, тоді як перший дозволяє лише усереднити його. Найпростіша схема дроблення і подрібнення має місце при четвертому способі. Схема дроблення буде також простою, якщо клас критичної крупності, що видаляється за третім способом, використовувати як подрібнююче середовище при рудногальковому самоподрібненні. Вибір одного зі способів регулювання гранулометричного складу проводиться на основі результатів технологічних випробовувань і наступного техніко-економічного порівняння. При грубому і тонкому рудногальковому самоподрібненні подрібнююче середовище, залежно від необхідної крупності, виділяють після першої, другої або третьої стадії дроблення. Необхідність виділення подрібнюючого середовища для рудногалькового самоподрібнення ускладнює схему дроблення в порівнянні зі схемою дроблення перед подрібненням у стержневих і кульових млинах. Крім того, ефективність роботи млинів самоподрібнення в 1,2 — 1,4 рази нижча в порівнянні з кульовими внаслідок меншої в порівнянні зі сталлю густини руди. З цих причин капітальні витрати на будівництво збагачувальних фабрик з рудногальковим самоподрібненням вищі, ніж зі звичайним, однак ці витрати швидко окупаються економією при експлуатації.

## Схеми рудного самоподрібнення

Схеми само- і напівсамоподрібнення використовуються на фабриках великої і дуже великої продуктивності у випадку одержання технологічних переваг при заміні сталевого подрібнюючого середовища рудним або у випадках, коли фізичні властивості руди (вологість, глинястість) не дозволяють її ефективно подрібнювати. У той же час процес самоподрібнення не універсальний, для самоподрібнення руди повинні мати певні властивості. Вибір процесу самоподрібнення повинен ґрунтуватися на вивченні рудної бази і властивостей руди, а також на результатах промислових випробовувань процесу самоподрібнення. Властивості руди визначають схему самоподрібнення і заходи, які повинні бути передбачені в ній для боротьби зі шматками критичної крупності, а також для інтенсифікації процесу.
Переважне застосування одержали схеми, наведені на рис.
Крупність вихідного матеріалу, що надходить у схему само- і напівсамоподрібнення, становить 250—350 мм, іноді до 500 мм.
Схеми 1 і 5 застосовують при багатостадійному рудному само- і напівсамоподрібненні твердих руд. Крупність подрібнення в першій стадії — 50 — 60 % класу — 0,074 мм. Грохочення зливу млина виконують в бутарі або на інерційному грохоті.
Обсяг матеріалу критичної крупності (25 — 75 мм), виведеного на дроблення, становить 25 — 40 % від живлення млина. Частину класу критичної крупності додроблюють в конусній дробарці дрібного дроблення, іншу частину (6 — 8 % від живлення млина) використовують, при необхідності, у млинах рудногалькового подрібнення другої і третьої стадій. Якщо рудна галька не виводиться, схема застосовується як одностадійна.
При напівсамоподрібненні в млин додають сталеві кулі діаметром 125—150 мм у кількості 5 — 10 % від об'єму млина.
Схему 2 застосовують при багатостадійному рудному самоподрібненні міцних і в'язких руд. Крупність подрібнення в першій стадії — до 60 — 85 % класу — 0,074 мм. На відміну від схеми 1 для полегшення і нормалізації роботи гідроциклонів при одержанні остаточного зливу між ними і бутарою встановлюють механічний класифікатор. В іншому схема 2 аналогічна схемі 1.
Схему 3 використовують при багатостадійному повному рудному самоподрібненні до кінцевої крупності менше 85 % класу — 0,074 мм. Схема застосовна для руд, що не утворюють при рудному самоподрібненні надлишкової маси рудної гальки. Весь клас критичної крупності (25 — 75 мм) використовують як молольне середовище в рудно-галькових млинах другої і третьої стадій.
Одержання рудної гальки для другої і третьої стадій подрібнення повинне плануватися з дробильного відділення фабрики.
Схеми 4 і 6 застосовують для двостадійного подрібнення до кінцевої крупності — 60 — 85 % класу — 0,074 мм. У першій стадії використовується само- або напівсамоподрібнення, у другій — кульове подрібнення. Ці схеми найбільш надійні в експлуатації при переробці руд зі змінним за міцністю і крупністю складом.

### Комбіноване побрібнення
На деяких закордонних підприємствах, а також вітчизняній збагачувальній фабриці № 2 Північного ГЗК (Кривий Ріг) і на одній з фабрик кольорової металургії був випробуваний спосіб рудопідготовки, відмінною особливістю якого було застосування в I стадії подрібнення первинного самоподрібнення (або напівсамоподрібнення з добавкою 5-7% куль), а в II стадії-кульового подрібнення в кульовому млині або в рудно-гальковому, переобладнаному під кульовий. Цей спосіб рудопідготовки отримав назву «комбіноване подрібнення».

## Млини самоподрібнення
- Млини самоподрібнення
  - Млини мокрого самоподрібнення
  - Млини сухого самоподрібнення
  - Млин динамічного самоподрібнення
  - Рудногалькові млини

## Переваги самоподрібнення
Самоподрібнення виключає стадії дрібного і середнього дроблення, а також витрати на стержні і кулі. Крім того, застосування самоподрібнення дозволяє зменшити капітальні та експлуатаційні витрати, поліпшити якість продуктів збагачувального переділу, підвищити продуктивність праці. Тому при збагаченні руд та іншої мінеральної сировини розширюються сфери застосування у відповідних умовах рудного самоподрібнення та його комбінацій з кульовим подрібненням.